# Ženevsko sveučilište
Ženevsko sveučilište((fr) Université de Genève, kraticaq UNIGE, UniGE, ili UGE) je švicarski federalni institut za tehnologiju i Sveučilište tehnologije, znanosti i menadžmenta čije je sjedište u švicarskom gradu Ženevi. Osnovao ga je Jean Calvin 1559. godine kao Ženevska akademija (Académie de Genève), kao jedno teološko i humanističko sjemenište. Afilirano je sveučilišnim skupinama Azurni trokut (Triangle azur), Coimbrskoj skupini, Udruženju europskih sveučilišta, Europskoj ligi istraživačkih sveučilišta, Sveučilišnoj agenciji Frankofonije i G3.

## Vanjske poveznice
- Službene stranice